# 1. SC Znojmo
Der 1. SC Znojmo ist ein tschechischer Fußballverein aus dem südmährischen Znojmo. Unter der Bezeichnung SKPP Znojmo war der Verein von 1992 bis 1994 und ab 2010 zweitklassig. 2013 gelang Znojmo der Aufstieg in die 1. Liga, aus der die Mannschaft aber direkt wieder abstieg. Zahlreiche spätere Erstligaspieler absolvierten ihren Wehrdienst bei dem ehemaligen Polizei- und Armeesportverein.

## Vereinsgeschichte
Der 1. SC Znojmo wurde 1952 als DSO Rudá Hvězda Znojmo gegründet. Den Namen Rudá Hvězda, deutsch Roter Stern, trugen dabei alle Vereine, die dem Innenministerium unterstellt, faktisch also Polizeisportvereine waren.
RH Znojmo stieg 1962 in den damals drittklassigen Krajský přebor auf und belegte auf Anhieb den vierten Platz in der Staffel Südmähren. 1965 gewann Znojmo seine Gruppe, blieb aber weiterhin drittklassig. Statt elf Staffeln des Krajský přebor bildeten fortan sechs Gruppen der so genannten Divize die dritte tschechoslowakische Liga. Dort konnte sich die Mannschaft nur bis 1967 halten und stieg in die Viertklassigkeit ab. Zwar folgte der umgehende Wiederaufstieg, doch die Znaimer konnten sich nur ein Jahr in der Divize halten.
Fast 20 Jahre mussten die Zuschauer in Znojmo auf eine Rückkehr in die Divize warten, die inzwischen nur noch die vierthöchste Spielklasse in der damaligen ČSSR war. Dort hielt sich Znojmo jedoch nur in der Saison 1987/88 auf und marschierte direkt in die 3. Liga durch, die so genannte II. ČNL. Auch dort spielten die Mähren gleich vorne mit. In der Spielzeit 1988/89 reichte es zu Platz sieben, 1989/90 sogar zum dritten Platz. Vor Saisonbeginn hatte der Verein mit TJ Sokol Práče fusioniert, nach Ende der Spielzeit folgte die Umbenennung in SKP Znojmo-Práče.
Im folgenden Jahr lieferte sich der SKP Znojmo ein lange Zeit offenes Aufstiegsduell mit TJ TŽ Třinec, blieb aber schließlich zwei Punkte hinter seinem Rivalen. In der Saison 1991/92 konnte die Mannschaft doch noch den Aufstieg in die zweite tschechoslowakische Liga feiern. Es war die erste Zweitligasaison der Vereinsgeschichte und zugleich die letzte gemeinsame Spielzeit der Tschechoslowakei.
Trainer Jiří Fryš brachte die Mannschaft mit 24 Punkten aus 30 Spielen auf den elften Platz und vermied somit denkbar knapp die Relegationsspiele. Was sich im ersten Zweitligajahr abgezeichnet hatte, wurde 1993/94 Wirklichkeit. Mit nur drei Siegen und insgesamt 16 Punkten erwies sich Znojmo als zu schwach für die 2. Liga und stieg in die MSFL ab. Dort belegte die Mannschaft drei Mal in Folge Mittelfeldplatzierungen, ehe sie 1997/98 Tabellenletzter wurde und in die Divize abstieg.
Der schon 1995 in VTJ Znojmo umbenannte Verein änderte 1999 erneut seinen Namen, diesmal in Fotbal Znojmo. Zwei Jahre später fusionierte der Klub mit dem FC Znojmo zum 1. SC Znojmo. In der Saison 2001/02 gelang dem Team der Aufstieg in die MSFL, wo es am Saisonende immer wieder im Mittelfeld landete. 2009/10 holte man sich den Titel der MSFL und stieg wieder in die zweite Liga auf. In der Saison 2012/2013 holte der 1. SC Znojmo den 1. Platz in der 2. Liga und stieg somit in die Gambrinus Liga auf. Die Heimspiele musste die Mannschaft in Brünn austragen, da das eigene Stadion nicht den Erstligaanforderungen entsprach. In der Saison 2013/14 belegte Znojmo den letzten Rang und stieg wieder ab.

### Statistik
- I. liga: 2013/14
- II. liga: 1992 bis 1994, 2010 bis 2012/13 und 2014 bis 2019
(ČMFL 1992/93, 2. Liga 1993/94, 2010 bis 2012/13, FNL ab 2014)
- III. liga (II. ČNL/MSFL): 1988 bis 1992, 1994 bis 1998, 2002 bis 2010 sowie seit 2019 wieder
(II. ČNL 1988/89–1991/92, MSFL 1994/95–1997/98 und 2002/03-09/10)

## Trainer
- Oldřich Machala (2008–2009)
- Petr Uličný (2015–2016)

## Spieler

### Ihren Wehrdienst in Znojmo absolvierten folgende Spieler
- David Hubáček, 1996/97, später Tescoma Zlín und Slavia Prag
- Marek Jankulovski, 1996, später Baník Ostrava, SSC Neapel, Udinese Calcio und AC Mailand
- Michal Kolomazník, 1995, später unter anderem FK Teplice und TSV 1860 München
- Petr Pižanowski, 1993/94, später unter anderem Sigma Olomouc und Viktoria Žižkov
- Karel Podhajský, später Torwart beim SK Hradec Králové und FK Jablonec, 159 Erstligaspiele
- Libor Sionko, 1996/97, später unter anderem Sparta Prag, FK Austria Wien und Glasgow Rangers
- Vítězslav Tuma, 1991/92, 194 Erstligaspiele, 67 Tore
- Martin Zbončák, 1995, später unter anderem Sparta Prag, Dynamo Moskau und Slavia Prag

## Stadien
Seit seiner Gründung spielte RH Znojmo im so genannten Stadion Čafka in der Innenstadt. Der Name des Platzes leitete sich von ČAFC Znojmo ab. Dieser inzwischen inexistente Klub hatte das etwa 5000 Zuschauer fassende Stadion zuvor genutzt. Erst 1983 wurde dieser Asche- in einen Rasenplatz umgewandelt. Das Spiel gegen Kyjov 1985 sahen 4200 Zuschauer – bis heute Vereinsrekord.
Im Sommer 2000 hatte sich der Eigentümer des Stadions VTJ Znojmo so weit verschuldet, dass dem Areal der Abriss drohte. Schließlich sprang die Stadt Znojmo in die Bresche und rettete mit einer Finanzspritze das Stadion. Seit dem Wiederaufstieg in die Divize 2002 spielt der Klub meistens im Stadion v Husových sadech, auch Stadion Husovy Sady genannt. Seit 2007 heißt es Městský stadion v Horním parku. Es wurde von 2013 bis 2014 renoviert und bietet heute noch 2599 Sitzplätze. Vor der Renovierung lag das Fassungsvermögen dieses mit Leichtathletikanlage ausgestatteten Stadions bei rund 5000 Zuschauern. Es wurde von 1948 bis 1952 erbaut und fasste früher bis zu 8000 Besucher.
In der Erstligasaison 2013/14 musste Znojmo seine Heimspiele im Městský fotbalový stadion Srbská in Brünn austragen, da das eigene Stadion nicht den Erstligaanforderungen entsprach.

## Vereinsnamen
- 1952 DSO Rudá Hvězda Znojmo
- 1969 TJ Rudá Hvězda Znojmo
- 1989 TJ Rudá Hvězda Znojmo-Práče (nach Fusion mit TJ Sokol Práče)
- 1990 SKP Znojmo-Práče
- 1992 SKP Znojmo
- 1993 SKPP Znojmo
- 1993 VTJ SKP Znojmo
- 1994 VTJ Znojmo-Rapotice (nach Fusion mit TJ Sokol Rapotice, 1997 verselbständigte sich Sokol Rapotice wieder)
- 1995 VTJ Znojmo
- 1999 Fotbal Znojmo
- 2001 1. SC Znojmo (nach Fusion mit FC Znojmo)